# Ortstermine
Az Ortstermine. Umgang mit Differenzen in Europa egy szabadon hozzáférhető online kiadvány, amely európai helyszíneken 1500 óta lejátszódott, és Európa történelmi fejlődésének vizsgálata szempontjából példaértékű eseményeket rögzít. A mainzi székhelyű Leibniz-Institut für Europäische Geschichte 2016 óta publikálja, ám először a Histocamp-on mutatkozott be 2016-ban.

## Tematikus és tartalmi irányulás
A mainzi Leibniz Európai Történeti Intézetben dolgozó tudósok számos cikket publikáltak az Ortstermine. Umgang mit Differenz in Europa című kiadványban, melyekben az európai különbségekkel foglalkoznak. Az Ortstermine cikkeinek témája főként a történelem, vallás, politika és társadalmi kérések, mely kérdések jellemzően így hangzanak: Hogyan kezelték a múltban az Európában fennálló különbségeket és egyenlőtlenségeket? Milyen szerepet játszott ebben a vallás, a társadalom és a politika?
A cikkek célja, hogy bemutassák, mennyire volt eltérő és konfliktusokkal terhes a mássághoz és egyenlőtlenséghez – egy szóval: a különbözőséghez – való viszonyulás.
Megmutatnak olyan stratégiákat, melyek a különbségek előmozdítására, bemutatására, megőrzésére, enyhítésére vagy kiküszöbölésére lettek kidolgozva. Ehhez hozzátartoznak különféle viták, békés megoldások és a segítségnyújtás, például a migráció és a misszió, vagy a tiltakozás, kirekesztés, amely akár háborúhoz vagy megsemmisítéshez is vezethetett.
A cikkek felépítése három részből tevődik össze:
1. Konstellációk: Az első rész bemutatja a történelmi kiindulási pontot - mely eseményekre került sor a helyszínen és ki vett benne részt?
2. Különbségek: A második rész azt írja le, hogyan érzékelték a résztvevők másságot és az egyenlőtlenséget, és hogyan kezelték ezeket. Az a kérdés áll az előtérben, hogy a vallási meggyőződéseket és érveket össze lehet-e egyeztetni más hovatartozásokkal (pl. társadalmi helyzet, nem, nemzetiség) és ha igen, hogyan.
3. Jelentések: Végül megvizsgálják a helyi események hosszú távú következményeit. Milyen hatással voltak az adott helyszínen kívül eső területekre? Mennyivel járulnak hozzá az európai változások megértéséhez?

## Fordítás
Ez a szócikk részben vagy egészben  az   Ortstermine (Online-Publikation) című német Wikipédia-szócikk ezen változatának fordításán alapul.  Az eredeti cikk szerkesztőit annak laptörténete sorolja fel. Ez a jelzés csupán a megfogalmazás eredetét és a szerzői jogokat jelzi, nem szolgál a cikkben szereplő információk forrásmegjelöléseként.